# Vermeil in Gold

Vermeil en Or (金装のヴェルメイユ〜崖っぷち魔術師は最強の厄災と魔法世界を突き進む〜, Vermeil in Gold: The Failing Student and the Strongest Scourge Plunge Into the World of Magic) est une série de manga japonais écrite par Kōta Amana et illustrée par Yōko Umezu. Elle est publiée en série dans le magazine manga shōnen de Square Enix Monthly Shōnen Gangan depuis août 2018, ses chapitres étant rassemblés en neuf volumes tankōbon en novembre 2024. Une adaptation en série télévisée animée produite par Staple Entertainment a été diffusée de juillet à septembre 2022.

## Synopsis
Alto, un magicien en herbe, est sur le point de redoubler une classe lorsqu'il tombe sur un livre mystérieux contenant un démon assez puissant pour provoquer la fin du monde : la séduisante Vermeil. Mais les pouvoirs démoniaques de Vermeil ne sont rien comparés à ses facéties coquines et espiègles ! De l'action, du drame et des défis magiques les attendent, et tout commence par leur rencontre fatidique.

## Personnages
Alto Goldfield
Doublé par : Yūya Hirose  (japonais) ; Mike Haimoto  (anglais)
En première année à l'Académie de Magie d'Ortigia, il est un élève de première classe, sauf en cours d'invocation. Au risque de redoubler s'il ne réussit pas une invocation, il découvre un grimoire dans la bibliothèque de l'école. En exécutant le sort qu'il contient, il réussit à invoquer une fille démon nue nommée Vermeil. Son sang possède un haut degré de mana, ce qui fait que la plupart des esprits invoqués l'évitent malgré ses appels. Vermeil, en revanche, aime le mana "puissant", c'est pourquoi elle a répondu. Malgré son haut degré de puissance, elle accepte de devenir le familier d'Alto. Son amie d'enfance, Lilia, est éperdument amoureuse de lui, mais il ne l'a jamais aimée le moins du monde, et est souvent agacé et même effrayé par elle, ce qui le pousse à l'éviter à tout prix.
Vermeil
Doublé par : Maaya Uchida   (japonais) ; Monica Rial  (Anglais)
Une démone, qui semble être de type succube et très puissante. Elle est capable d'assommer un dragon enragé d'un simple mouvement de doigt. Vermeil semble être scellée dans une sorte de grimoire, avant qu'Alto ne la fasse sortir. Elle doit embrasser Alto pour drainer son mana pour vivre, elle peut également amplifier le mana et le transférer à son entrepreneur. Elle adore le taquiner.
Lilia Kudelfeyt
Doublé par : Wakana Kuramochi   (japonais) ; Kira Vincent-Davis  (Anglais)
L'amie d'enfance d'Alto, qui est amoureuse de lui et devient jalouse lorsque Vermeil apparaît et que d'autres filles entourent Alto, même s'il ne l'aime pas du tout, et a souvent tendance à l'éviter. Elle a passé un contrat avec un esprit du vent de haut rang, nommé Sylphid.
Marx Parston
Doublé par : Yū Okano  (japonais) ; Joe Daniels  (anglais)
Cheryl Iridescence
Doublé par : Kaori Ishihara  (japonais) ; Annie Wild  (anglais)
François ( François , Furansowa )
Exprimé par : Sakura Nakamura  (japonais) ; Brenda Palestine  (Anglais)
Elena Kimberlight
Doublé par : Kana Hanazawa  (japonais) ; Genevieve Simmons  (anglais)
Shinōji Ryūga
Doublé par : Kazuyuki Okitsu  (japonais) ; Jeremy Gee  (anglais)
Jessica Schwarz
Doublé par : Riho Sugiyama  (japonais) ; Kara Greenberg  (anglais)
Chris Westland
Doublé par : Yurina Amami  (japonais) ; Olivia Swasey  (anglais)
Obsidienne
Doublé par : Takehito Koyasu  (japonais) ; Adam Gibbs  (anglais)
Iolite
Doublé par : Nobuhiko Okamoto  (japonais) ; Scott Gibbs  (anglais)
Kohakumiya
Exprimé par : Miyuri Shimabukuro  (japonais) ; Shelley Calene-Black  (Anglais)
Héliodore
Doublé par : Ikumi Hayama
Fatema (ファーテマ, Fātema )
Doublé par : Aya Endō

## Manga
Écrit par Kōta Amana et illustré par Yōko Umezu, Vermeil in Gold a commencé sa sérialisation dans le magazine manga shōnen de Square Enix, Monthly Shōnen Gangan, le 10 août 2018.  Le premier volume tankōbon est sorti le 12 avril 2019. En novembre 2024, neuf volumes ont été publiés.

## Anime
Une adaptation en série télévisée animée a été annoncée le 10 mars 2022. La série est produite par Staple Entertainment et réalisée par Takashi Naoya, avec des scripts écrits par Tatsuya Takahashi, des conceptions de personnages gérées par Kiyoshi Tateishi et une musique composée par Ken Itō et Kenichi Kuroda.  Elle a été diffusée du 5 juillet au 20 septembre 2022 sur AT-X, Tokyo MX, BS11 et SUN.  La chanson du générique d'ouverture est "Abracada-Boo" de Kaori Ishihara , tandis que la chanson du générique de fin est "Mortal With You" de Mili .  Sentai Filmworks a autorisé la série sous le titre anglais : Vermeil in Gold: A Desperate Magician Barges Into the Magical World Alongside the Strongest Calamity.  Lors de leur panel Otakon en juillet 2022, Sentai Filmworks a annoncé que la série recevrait un doublage anglais , dont la première a eu lieu le 27 septembre 2022.